# Rogécourt
Rogécourt ist eine französische Gemeinde mit 94 Einwohnern (Stand 1. Januar 2022) im Département Aisne in der Region Hauts-de-France. Sie gehört zum Arrondissement Laon, zum Kanton Tergnier und zum Gemeindeverband Chauny-Tergnier-La Fère. Die Einwohner werden Rogécourtois und Rogécourtoises genannt.

## Geografie
Die Gemeinde Rogécourt liegt 18 Kilometer nordwestlich von Laon. Nachbargemeinden von Rogécourt sind Danizy im Norden, Versigny im Osten, Fressancourt im Südosten, Bertaucourt-Epourdon im Südwesten sowie Charmes im Westen.

## Bevölkerungsentwicklung
| Jahr                       | 1962 | 1968 | 1975 | 1982 | 1990 | 1999 | 2007 | 2015 | 2022 |
| Einwohner                  | 84   | 89   | 79   | 78   | 91   | 92   | 78   | 101  | 94   |
| Quellen: Cassini und INSEE |      |      |      |      |      |      |      |      |      |

## Sehenswürdigkeiten
- Schloss Le Mont Rouge

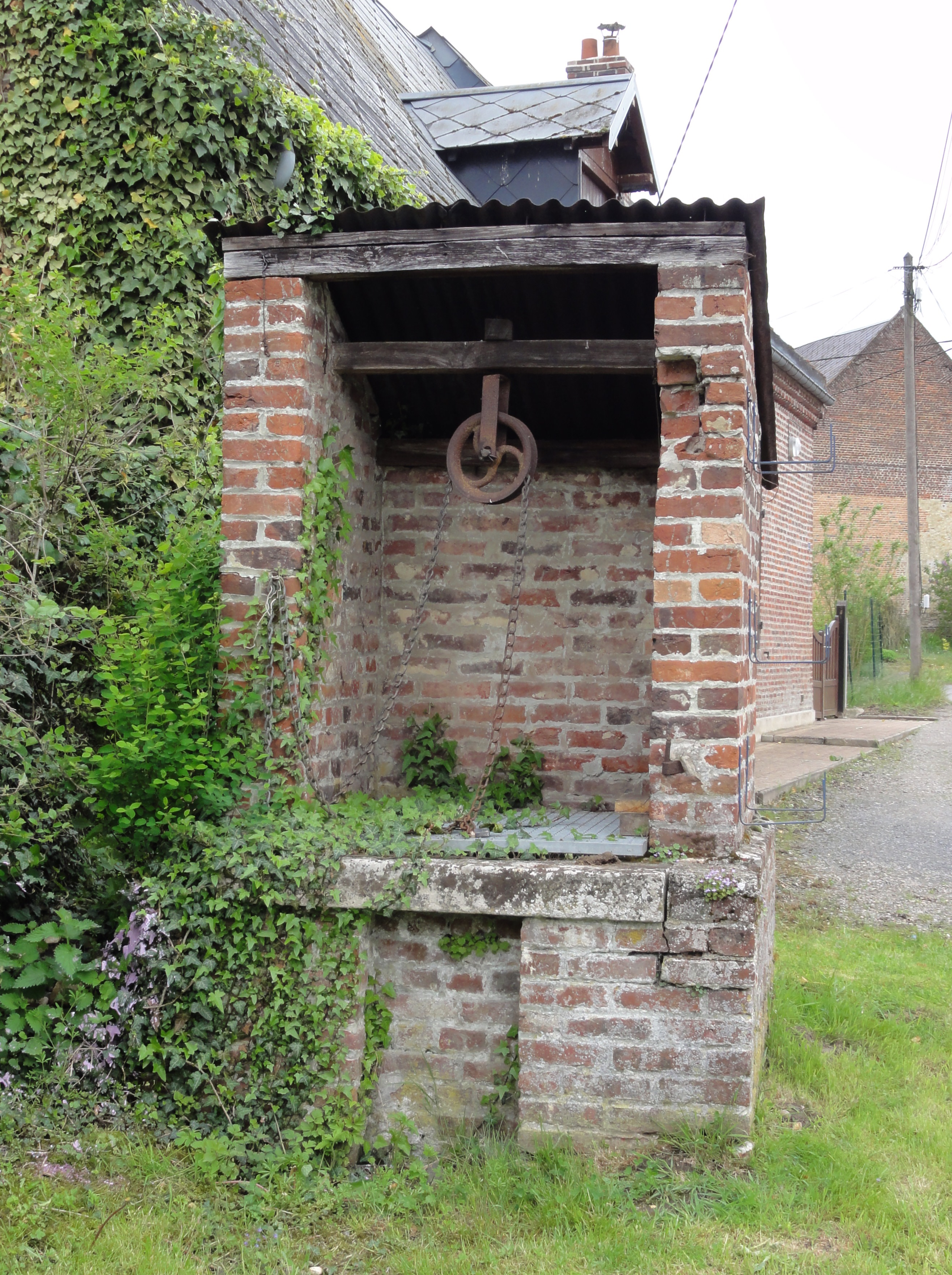
Alter Brunnen
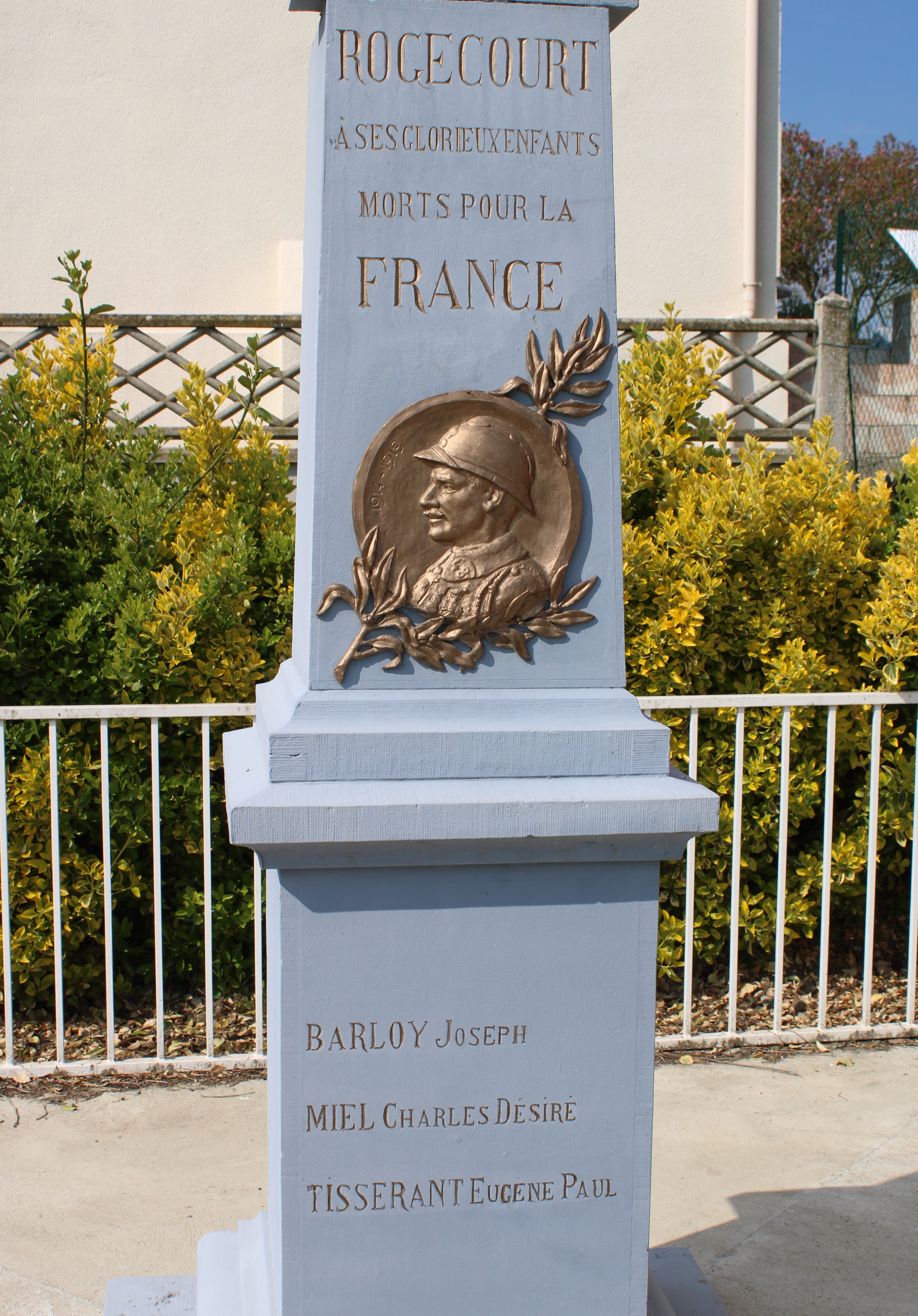
Gefallenendenkmal

## Religion
Die Katholiken in Rogécourt gehören zur Pfarrei Notre Dame de Serre et Oise mit Sitz in La Fère im Bistum Soissons, deren nächste Filialkirche St. Johannes der Täufer in der Nachbargemeinde Versigny ist.